# Saint-Symphorien-le-Valois
Saint-Symphorien-le-Valois foi uma comuna francesa na região administrativa da Normandia, no departamento Mancha. Estendia-se por uma área de 5,83 km². Em 2010 a comuna tinha 822 habitantes (densidade: 141 hab./km²).
Em 1 de janeiro de 2016, passou a formar parte da nova comuna de La Haye.